# Robert Bernardis
Robert Bernardis, född 7 augusti 1908 i Innsbruck, död 8 augusti 1944 i Berlin, var en österrikisk militär. Han utsågs till överstelöjtnant 1942 och dömdes till döden och avrättades genom hängning dagen efter att han fyllt 36 för sin roll i 20 juli-attentatet mot Adolf Hitler.

### Webbkällor
- ”Robert Bernardis” (på tyska). Gedenkstätte Deutscher Widerstand. Arkiverad från originalet den 12 juni 2014. https://www.webcitation.org/6QHhl2ZSR?url=http://www.gdw-berlin.de/nc/de/vertiefung/biographien/biografie/view-bio/bernardis/. Läst 12 juni 2014.